# Túmulo do liberto Marco Servílio

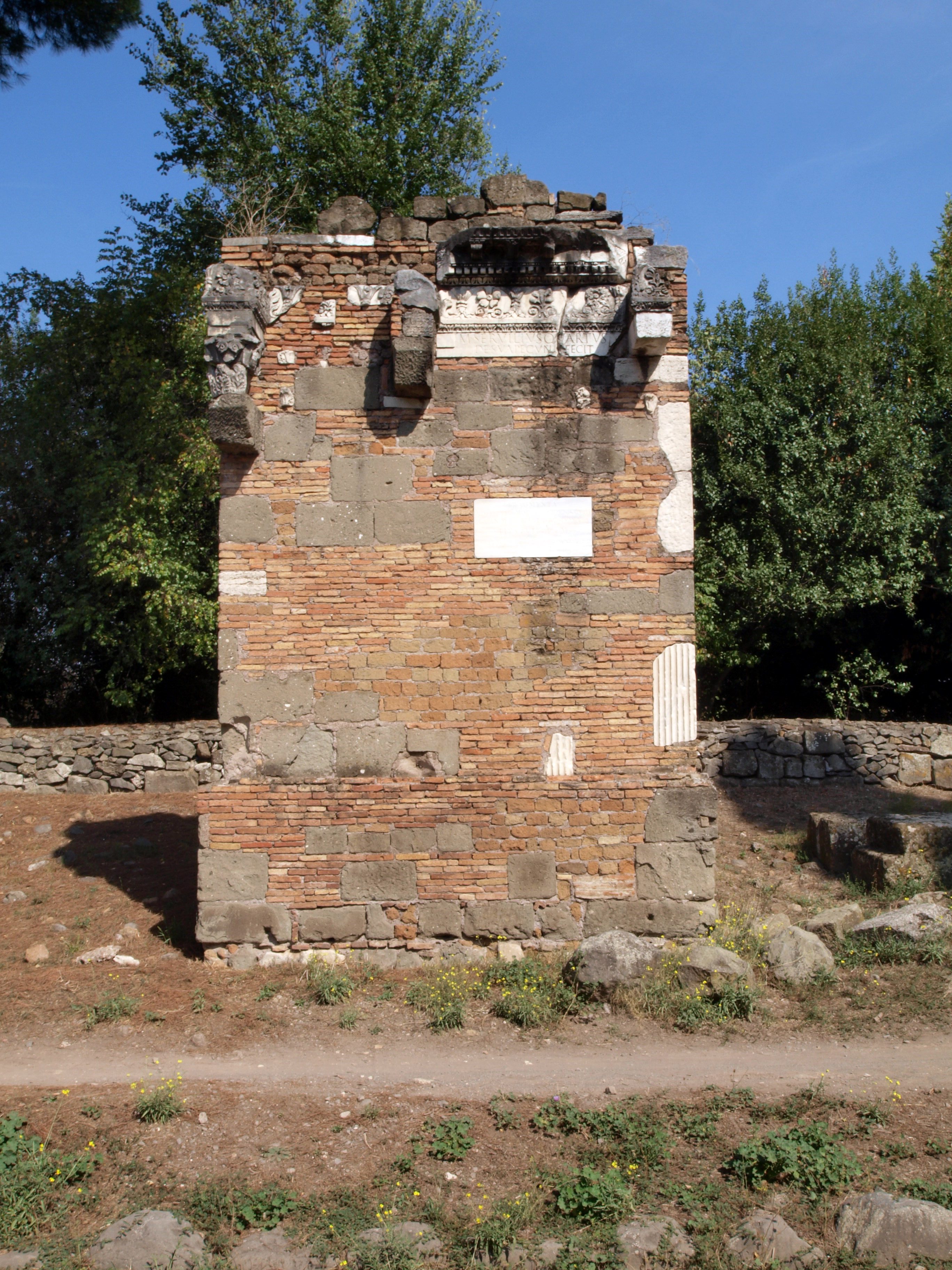
Vista do túmulo.

Túmulo do liberto Marco Servílio (em italiano:  Tomba del liberto Marco Servilio) é um túmulo localizado na quarta milha da Via Ápia Antiga, no quartiere Appio-Pignatelli de Roma. Reconstruído em 1808 por Antonio Canova em 1808, este monumento é basicamente uma pilastra de tijolos na qual estão afixados uma inscrição referente ao túmulo do liberto Marco Servílio Quarto ("M.SERVILIVS QVARTVS / DE SVA PECVNIA FECIT") e diversos fragmentos recuperados nas imediações.